# Jeux Interdits
Jeux Interdits, è il primo album del gruppo musicale Partenaire Particulier, pubblicato nel 1986.

## Tracce
1. Elle est partie
2. Une Autre Nuit
3. Le Regard fier
4. Partenaire particulier
5. Tiphaine
6. Je n’oublierai jamais
7. Elle n’aimait pas les garçons
8. Seul ce soir